# Jacob Jørgsholm
Jacob Balslev Jørgsholm er en dansk selvlært kok, iværksætter og youtuber. Han ejer restauranten Feed Bistro, som han driver sammen med koncernen DiningSix, der står bag andre restaurantkoncepter. Jacob Jørgsholm og Feed Bistro gik sammen med DiningSix i oktober 2021.
Jacob har rejst meget i Australien og Canada. Her har han arbejdet som kok og udviklet sig i køkkenet. Da han kom hjem fra sin rejse åbnede han Feed Bistro på Fælledvej på Nørrebro i København. Restauranten blev siden for lille. Samarbejdet med DiningSix bød derfor også på nye lokaler. Restauranten ligger nu i Industriens Hus og er nabo til Tivoli.
Jacob gav under Covid-19 pandemien udtryk for sin utilfredshed med regeringens håndtering af restaurationsbranchen. I samme periode begyndte han at vokse på YouTube – blandt andet ved at lave klassisk fastfood. Dette resulterede i en fordoblet omsætning, da der blev genåbnet efter Danmarks nedlukning.
I foråret 2021 optrådte Jacob i Madnørderne på DR1 og DR TV, hvor han blandt andet viser hvordan man laver fastfood-klassikere som nuggets og fish n chips. 